# اشغال کرانه باختری توسط اسرائیل

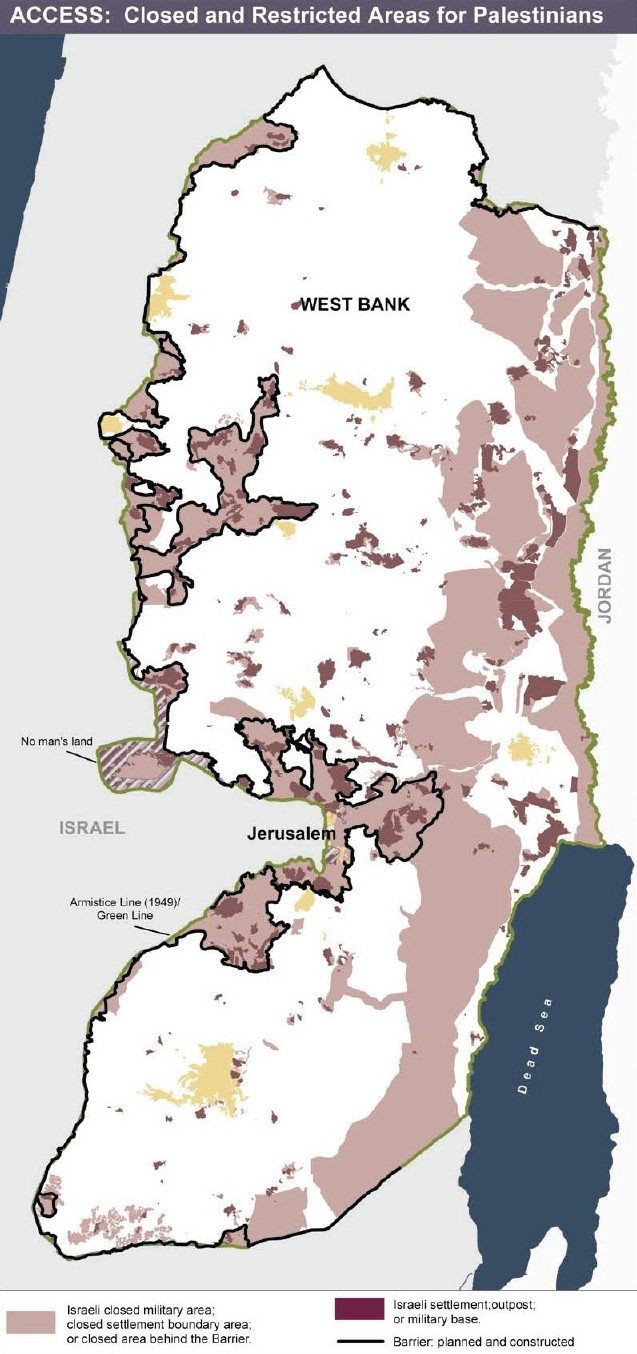
نقشه شهرک‌ها و انسدادهای کرانه باختری در ژانویه ۲۰۰۶:

کرانه باختری از ۷ ژوئن ۱۹۶۷، زمانی که نیروهای اسرائیلی در طول جنگ شش روزه این سرزمین (از جمله بیت‌المقدس شرقی) را که در آن زمان تحت حکومت اردن بود تصرف کردند، تحت اشغال نظامی اسرائیل بوده است.  وضعیت کرانه باختری به عنوان یک سرزمین اشغال شده نظامی توسط دیوان بین‌المللی دادگستری و به استثنای بیت‌المقدس شرقی توسط دادگاه عالی اسرائیل تأیید شده است.  دیدگاه رسمی دولت اسراییل این است که قوانین اشغال نظامی شامل این سرزمین‌ها نمی‌شود و در عوض آن‌ها را «تحت مناقشه» می‌داند و کرانه باختری، به استثنای بیت‌المقدس شرقی را، تحت اداره مدنی اسرائیل، شاخه ای از وزارت دفاع اسرائیل اداره می‌کند.    مدت اشغال گری اسرائیل پس از دو دهه استثنایی تلقی می‌شد و اکنون طولانی‌ترین در تاریخ مدرن است.     این اشغال گری نمونه کلاسیک یک درگیری "حل ناپذیر" در نظر گرفته می‌شود.   اسرائیل دلایل متعددی برای حفظ کرانه باختری در درون حدود خود ذکر کرده است: ادعایی مبتنی بر تصور حقوق تاریخی نسبت به آن به عنوان یک وطن همان‌طور که در اعلامیه بالفور در ۱۹۱۷ ادعا شده است؛ زمینه‌های امنیتی داخلی و خارجی؛ و ارزش نمادین عمیق برای یهودیان منطقه اشغال شده. 
اسرائیل به‌طور بحث‌انگیزی، و برخلاف قوانین بین‌المللی، شهرک‌های یهودی‌نشین متعددی را در سراسر کرانه باختری ایجاد کرده است.  شورای امنیت سازمان ملل متحد به‌طور مداوم تأکید کرده است که شهرک سازی در آن سرزمین "نقض فاحش قوانین بین المللی" است، که آخرین بار آن در سال ۲۰۱۶ با قطعنامه ۲۳۳۴ شورای امنیت سازمان ملل متحد بوده است.  ایجاد و گسترش مستمر شهرک‌ها منجر به انتقاد از سیاست‌های اسرائیل به عنوان نمونه‌ای از استعمار شهرک نشینان شده است.      
اسرائیل متهم به نقض عمده قوانین بین‌المللی حقوق بشری از جمله مجازات دسته جمعی با اداره کردن اراضی اشغالی فلسطین است.  شهرک نشینان و غیرنظامیان اسرائیلی که در کرانه باختری زندگی می‌کنند یا از درون آن عبور می‌کنند، تابع قوانین اسرائیل هستند و در کنست نماینده دارند. در مقابل، غیرنظامیان فلسطینی، که عمدتاً در مناطق محصور جزیره مانند پراکنده هستند، مشمول حکومت نظامی هستند و اجازه رای دادن در انتخابات ملی اسرائیل را ندارند.  این سیستم دو طبقه‌ای باعث شده است که اسرائیل به ارتکاب آپارتاید متهم شود، اتهامی که اسرائیل کاملاً آن را رد می‌کند.      برتری نظامی گسترده اسرائیل، با ارتش و نیروی هوایی مدرن، در مقایسه با استفاده فلسطینی‌ها از تاکتیک‌های چریکی و تروریستی، منجر به اتهام جنایات جنگی از سوی هر دو طرف شده است. اسراییل به بی تناسبی رویکردش و فلسطینی‌ها به حملات بی‌رویه متهم می‌شوند.
این اشغال همچنین دارای منتقدان متعددی در داخل خود اسرائیل است، به طوری که برخی از سربازان اسرائیلی به دلیل مخالفت خود با اشغال، از خدمت سربازی خودداری می‌کنند.  وضعیت حقوقی خود اشغال و نه فقط اقدامات انجام شده به عنوان بخشی از آن، به‌طور فزاینده‌ای توسط جامعه بین‌المللی و توسط محققان در زمینه حقوق بین‌الملل مورد بررسی قرار گرفته است، و اکثر آن‌ها دریافتند که این اشغالگری صرف نظر از قانونی بودنش در زمان آغاز آن، به مرور زمان غیرقانونی شد.

## اثرات اقتصادی اولیه اشغالگری
اشغالگری اولیه محدودیت‌های شدیدی را برای سرمایه‌گذاری عمومی و برنامه‌های توسعه همه‌جانبه در مناطق وارد آورد. بانک‌های تجاری بریتانیایی و عربی که در کرانه باختری فعالیت می‌کردند بلافاصله پس از به دست گرفتن قدرت توسط اسرائیل در کرانه باختری تعطیل شدند. سپس بانک لومی ۹ شعبه باز کرد، بدون اینکه سیستم قبلی با موفقیت جایگزین شود. کشاورزان می‌توانستند وام بگیرند، اما تجار فلسطینی از گرفتن وام از آنها اجتناب کردند، زیرا آنها در مقایسه با ۵ درصد سود در اردن، ۹ درصد دریافت کردند.   مصادره زمین منجر به این شد که نیروی کار روستایی در اسرائیل دنبال کار بگردد، و باعث کمبود نیروی کار در کرانه باختری شد و وجوه ارسالی آنها عامل اصلی رشد اقتصادی فلسطین در طول سال‌های رونق ۱۹۶۹–۱۹۷۳ بود. 
سیستم صدور مجوز اسرائیل تصریح کرد که هیچ کارخانه صنعتی نمی‌تواند بدون دریافت مجوز قبلی اسرائیل ساخته شود، که اغلب به نگرانی‌های امنیتی مرتبط است. کارآفرینان از مجوز کارخانه سیمان در الخلیل محروم شدند، و برای حمایت از کشاورزان اسرائیلی تولید خربزه و واردات انگور و خرما ممنوع شد، و محدودیت‌هایی برای تولید خیار و گوجه فرنگی تعیین شد.  تولیدکنندگان شیر اسرائیل بر وزارت صنعت و تجارت فشار آوردند تا از ایجاد یک کارخانه لبنی رقابتی در رام‌الله جلوگیری کند.  ایان لوستیک بیان می‌کند که اسرائیل «عملاً مانع» سرمایه‌گذاری فلسطینی‌ها در صنعت و کشاورزی محلی شد.  دو دهه بعد، ۹۰ درصد واردات کرانه باختری از اسرائیل انجام شد و مصرف‌کنندگان، برای محصولات مشابه پرداخت می‌کردند، نسبت به حالتی که قادر به اعمال خودمختاری بازرگانی می‌بودند مبلغ بیشتری پرداخت می‌کردند. 

## شهرک‌ها

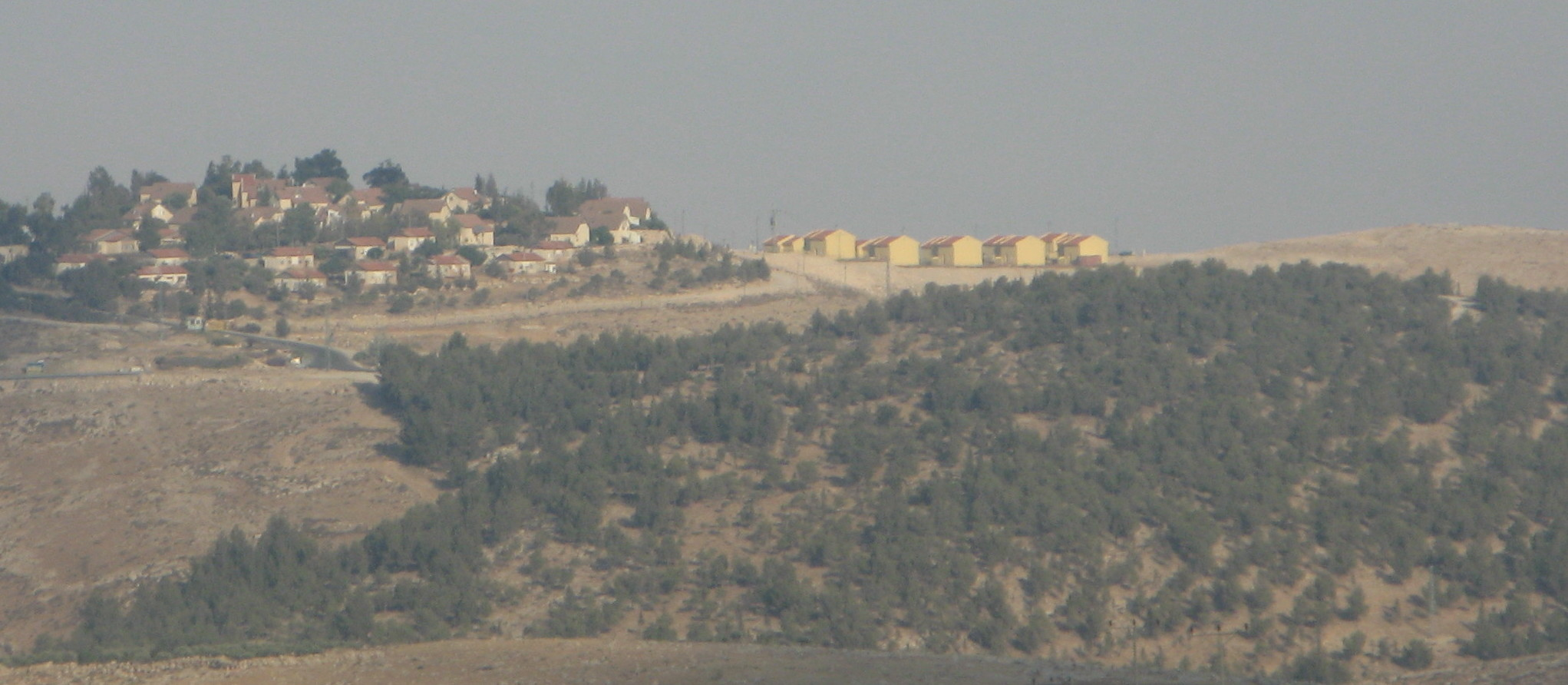
شهرک اسرائیلی کارمل، هار هبرون

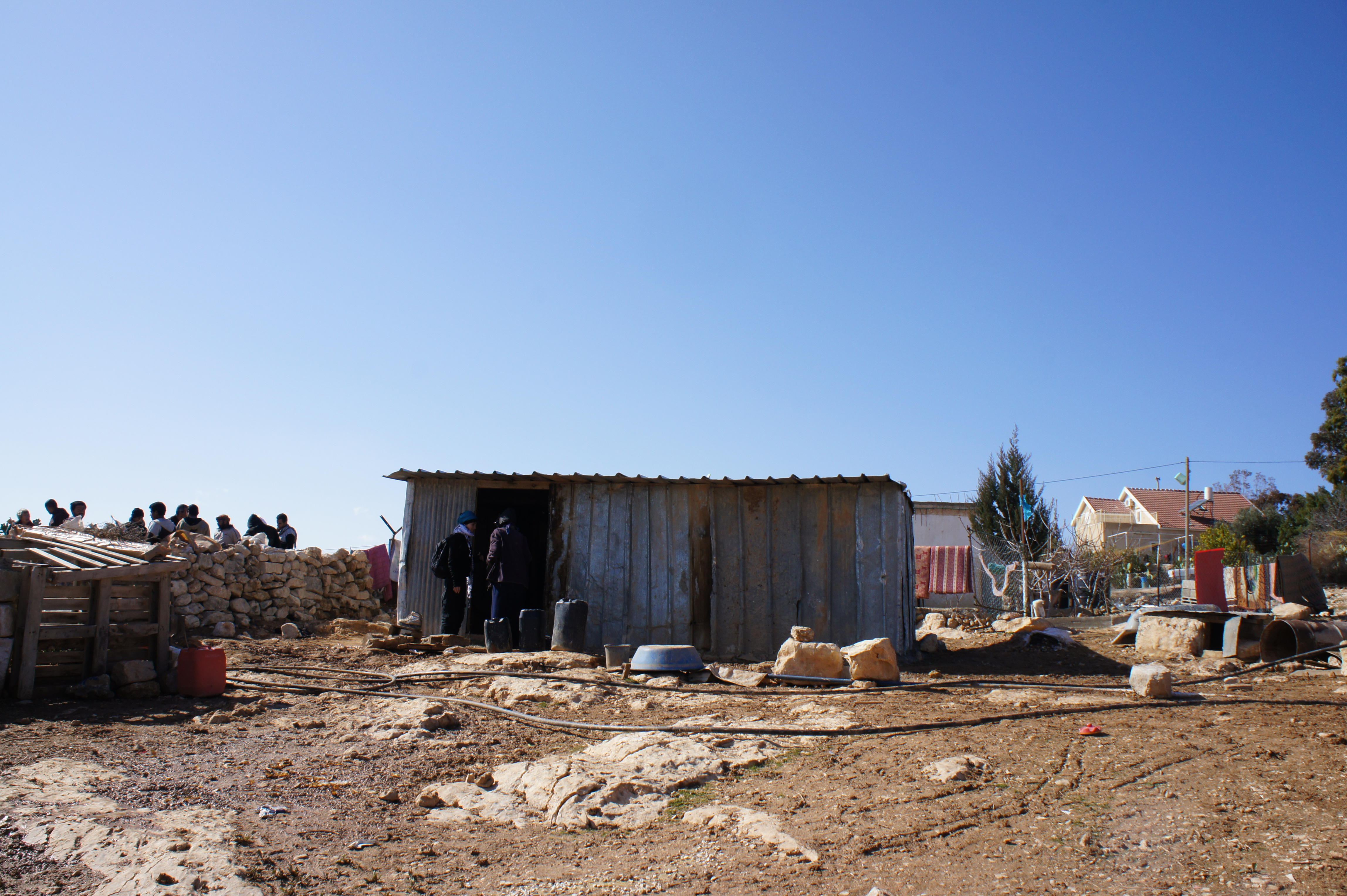
روستای ام الخیر فلسطینی در نزدیکی کرمل

آریل شارون کارکرد اصلی سکونت در کرانه باختری را ممانعت از تشکیل کشور فلسطینی می‌دانست و هدف او از پیشبرد تهاجم سال ۱۹۸۲ به لبنان، تضمین کنترل همیشگی بر فلسطین بود.   تا سال ۲۰۱۷، بدون احتساب بیت‌المقدس شرقی، ۳۸۲۹۱۶ اسرائیلی در کرانه باختری به صورت شهرک نشین مستقر شده‌اند و ۴۰ درصد (تقریباً ۱۷۰۰۰۰ نفر در ۱۰۶ شهرک دیگر) از آنها در خارج از بلوک‌های شهرک سازی بزرگ زندگی می‌کنند، جایی که ۲۱۴۰۰۰ نفر در آن ساکن هستند. 

### وضعیت حقوقی
قبل از ادامه ساخت شهرک‌ها، دولت از متخصص مقیم خود در زمینه حقوق بین‌الملل، تئودور مرون، مشاوره حقوقی خواست.  یادداشت فوق محرمانه او به صراحت بیان می‌کرد که ممنوعیت هرگونه انتقال جمعیت قاطعانه است و «استقرار غیرنظامیان در سرزمین‌های تحت اداره مغایر با مفاد صریح کنوانسیون چهارم ژنو است»،  که نشان می‌دهد نخست‌وزیر لوی اشکول می‌دانست که ترویج شهرک سازی در کرانه باختری غیرقانونی است.  جامعه بین‌الملل نیز از آن زمان عدم تمایل اسرائیل به پذیرش اعمال کنوانسیون‌های ژنو در سرزمین‌های تحت اشغال خود را رد کرده است،  و اکثراً معتقدند که همه دولت‌ها موظف به رعایت آن هستند.  اسرائیل به تنهایی این فرض را به چالش می‌کشد و استدلال می‌کند که کرانه باختری و غزه «سرزمین‌های مورد مناقشه» هستند،  و اینکه کنوانسیون‌ها اعمال نمی‌شوند زیرا این سرزمین‌ها بخشی از قلمرو حاکمیتی دولت دیگری را تشکیل نمی‌دهند، و همچنین انتقال یهودیان به مناطق مانند کرانه باختری نه یک اقدام دولتی، بلکه یک جنبش داوطلبانه از سوی یهودیان اسرائیل است، موضعی که یورام دینشتاین با آن مخالفت می‌کند. 
دیوان بین‌المللی دادگستری همچنین در نظر مشورتی خود در سال ۲۰۰۴ در مورد حصار مرزی کرانه باختری اعلام کرد که شهرک‌های اسرائیل در کرانه باختری بر خلاف قوانین بین‌المللی ایجاد شده است.  در سال ۱۹۸۰، اسرائیل از امضای کنوانسیون وین در مورد حقوق معاهدات خودداری کرد که قوانین ملی را موظف می‌کند در هنگام تضاد این دو، جای خود را به حقوق بین‌الملل بدهند، و به جای هر گونه اجباری برای رعایت تعهدات معاهده‌اش شهرک‌سازی‌ها را بر اساس قوانین خود تنظیم می‌کند و این‌طور استدلال می‌کند که تمامی نهادهای ذیربط سازمان ملل که در این مورد قضاوت می‌کنند «ضدصهیونیستی و ضدیهودی» هستند.  

### خشونت شهرک نشینان

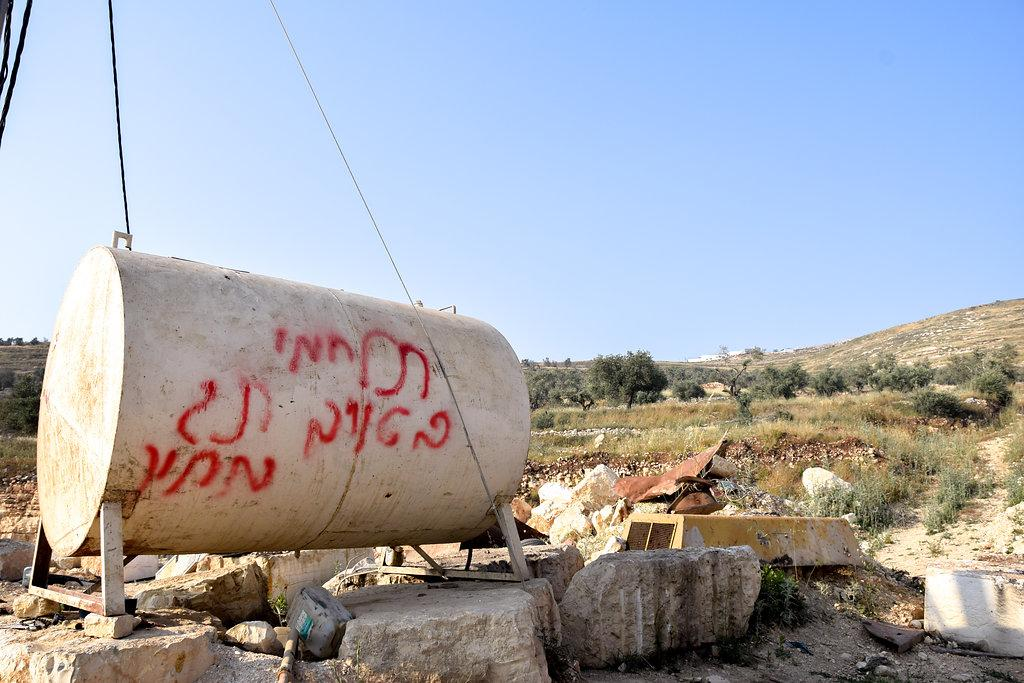
"با دشمن بجنگید. برچسب قیمت ." گرافیتی عبری توسط شهرک نشینان اسرائیلی در اوریف با اسپری نقاشی شده است

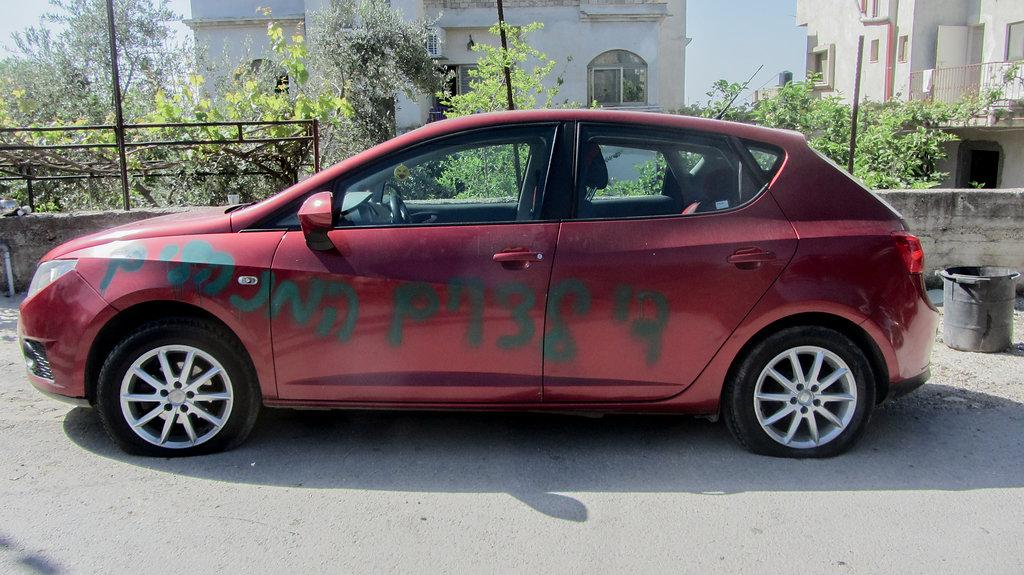
" دستور اداری دیگر موقوف." گرافیتی با اسپری به زبان عبری توسط شهرک نشینان اسرائیلی بر روی خودرویی در فراعطا، ۲۰۱۸

اگرچه کیفرستانی شهرک نشینان به اواخر دهه ۱۹۷۰ برمی گردد، زمانی که آنها مجاز به حمل اسلحه برای دفاع از خود شدند - یک فرمان آنها را از خدمت نظامی در اسرائیل معاف می‌کرد و آنها را به واحدهای کرانه باختری فرا می‌خواند و دیگری به آنها این اختیار را می‌داد که از فلسطینی‌ها اسناد هویتی شان را مطالبه کنند و حتی دستگیرشان کنند  - تروریسم شهرک نشینان رسماً حداقل به جنبش زیرزمینی یهودیان در اوایل دهه ۱۹۸۰ برمی گردد که با هدف قرار دادن و از کار انداختن شدید، از طریق استقرار خودروهای بمب‌گذاری شده، شهرداران کرانه باختری مانند بسام شاکا از نابلس کریم خلف از رام‌الله آغاز شد..   در دو سال اول انتفاضه اول، شهرک نشینان حداقل ۳۴ فلسطینی را کشتند که چهارتایشان فلسطینی‌های زیر ۱۶ سال بودند و ۱۱ نفرشان با ابتکار عمل شهرک نشینان در خانه یا هنگام نگهبانی از گله‌ها کشته شدند. شش نفر دیگر احتمالاً در اثر اقدامات شهرک نشینان جان خود را از دست دادند و هشت نفر در پاسخ به پرتاب سنگ به اتومبیل‌ها کشته شدند. تنها دو نفر بر اثر درگیری جان باختند.  در دهه ۱۹۸۰، تلاش‌های یک گروه تروریستی یهودی به رهبری مئیر کاهان برای ایجاد شهرک توسط سایر شهرک نشینان، سران گوش مونیم، بلوکه شد، اگرچه دیدگاه‌های کاهان بعداً انگیزه قتل‌عام مسجد الخلیل شد. 

## مجازات دسته جمعی
استفاده اسرائیل از اقدامات تنبیهی دسته جمعی، مانند محدودیت‌های رفت و آمد، گلوله‌باران مناطق مسکونی، دستگیری‌های دسته جمعی، و تخریب زیرساخت‌های بهداشت عمومی.  مواد ۳۳ و ۵۳ کنوانسیون چهارم ژنو را نقض می‌کند. 

### تخریب خانه‌ها

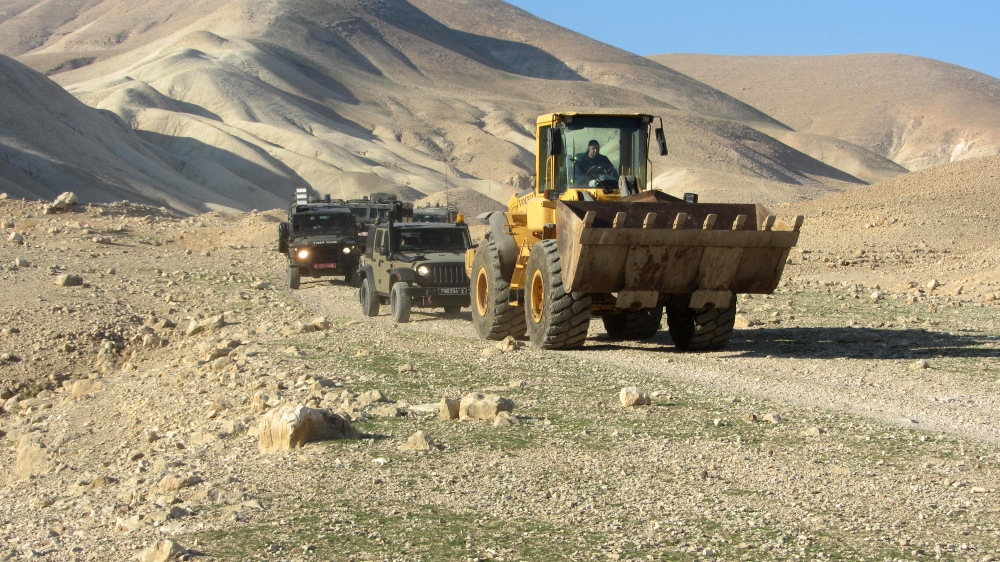
نیروهای نظامی اسرائیل در ۸ ژانویه ۲۰۱۴ برای تخریب جماعت فلسطینی خربة عین کرزالیه وارد شدند و کل جمعیت ۱۰ بزرگسال و ۱۵ خردسال را بی خانمان کردند. ارتش یک ماه بعد برای تخریب چادرهایی که ساکنان آن از زمان آخرین تخریب در آن زندگی می‌کردند، بازگشتند

تخریب خانه نوعی مجازات دسته جمعی محسوب می‌شود.  طبق قانون اشغالگری، تخریب اموال، مگر به جهت ضرورت مطلق نظامی، ممنوع است.  روند تخریب خانه‌های فلسطینی‌ها ظرف دو روز پس از فتح منطقه در شهر قدیمی اورشلیم معروف به محله مراکشی در مجاورت دیوار غربی آغاز شد. بر اساس برآورد ICAHD، از آغاز اشغال اراضی فلسطین تا سال ۲۰۱۵، تخمین زده می‌شود که اسرائیل ۴۸۴۸۸ ساختمان فلسطینی را ویران کرده و صدها هزار فلسطینی را آواره کرده است. 
اسرائیل رویه خود را علیه خانه‌هایی که بدون مجوز اسرائیل یا نوعی بازدارندگی از تروریسم ساخته شده‌اند، می‌داند، زیرا یک ستیزه‌جو مجبور می‌شود تأثیر اقدامات خود را بر خانواده‌اش در نظر بگیرد. بین سپتامبر ۲۰۰۰ و پایان سال ۲۰۰۴، از ۴۱۰۰ خانه ای که ارتش اسرائیل در این سرزمین‌ها ویران کرد، ۶۲۸ خانه که ۳۹۸۳ نفر را در خود جای داده بود به‌عنوان مجازات در نظر گرفته شد، زیرا یکی از اعضای یک خانواده در شورش الاقصی دست داشته است.  از سال ۲۰۰۶ تا ۳۱ اوت ۲۰۱۸، اسرائیل حداقل ۱۳۶۰ واحد مسکونی فلسطینی را در کرانه باختری (بدون احتساب بیت‌المقدس شرقی) تخریب کرد که باعث شد ۶۱۱۵ نفر - از جمله حداقل ۳۰۹۴ خردسال - خانه‌های خود را از دست بدهند.  698 مورد از این تعداد، خانه‌های ۲۹۴۸ فلسطینی که ۱۳۳۴ نفر آن‌ها خردسال بودند، در دره اردن (ژانویه ۲۰۰۶ تا سپتامبر ۲۰۱۷) ویران شدند. 
حتی کلبه‌های چوپانان که مالیات آن‌ها به درستی پرداخت شده است نیز ممکن است تخریب شوند. 

### شکنجه
کشورها بر اساس کنوانسیون چهارم ژنو موظفند از شکنجه، از جمله رنج روانی جلوگیری کنند.  به گفته لیزا هاجر (۲۰۰۵) و دکتر راشل استرومسا، مدیر کمیته عمومی علیه شکنجه در اسرائیل، شکنجه یکی از مشخصه‌های همیشگی روش‌های اسرائیلی برای بازجویی از فلسطینی‌ها بوده است.   شکنجه می‌تواند بر دو نوع جسمی و روانی باشد.  گزارش‌های مربوط به شکنجه در دهه ۱۹۷۰ منتشر شد و در اواسط دهه ۱۹۸۰ توسط سازمان غیردولتی الحق مستندسازی شد. کمیسیون لاندو در سال ۱۹۸۷ برخی از سوء استفاده‌ها را بررسی کرد و به این نتیجه رسید که «فشار فیزیکی متوسط» قابل قبول است. این عمل سپس توسط دادگاه عالی اسرائیل ممنوع شد و مجوزهای مورد به مورد توسط دادستان کل ممنوع شد. 

### فرزندان

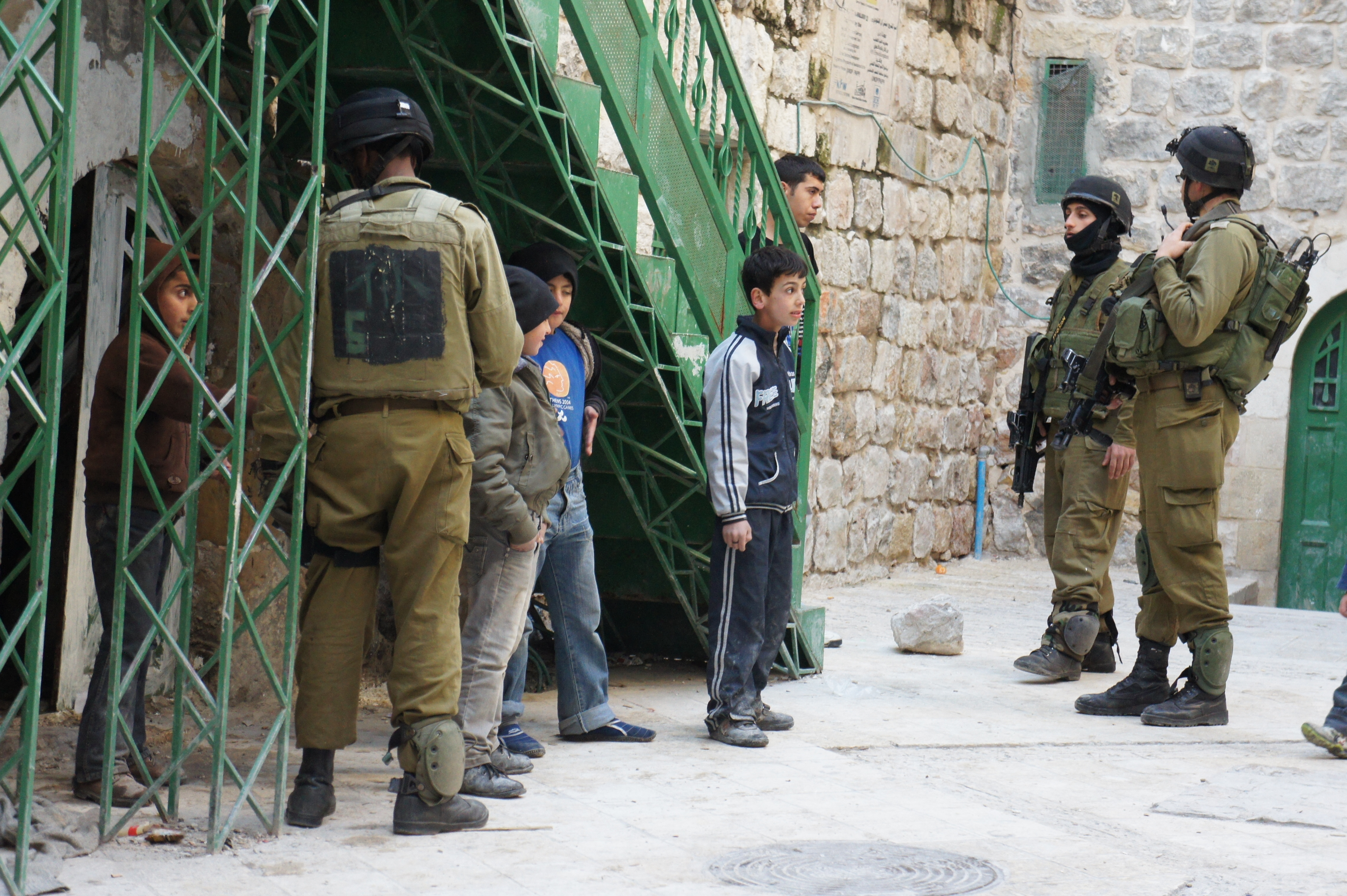
کودکان بازداشت شده توسط سربازان تیپ گولانی در الخلیل

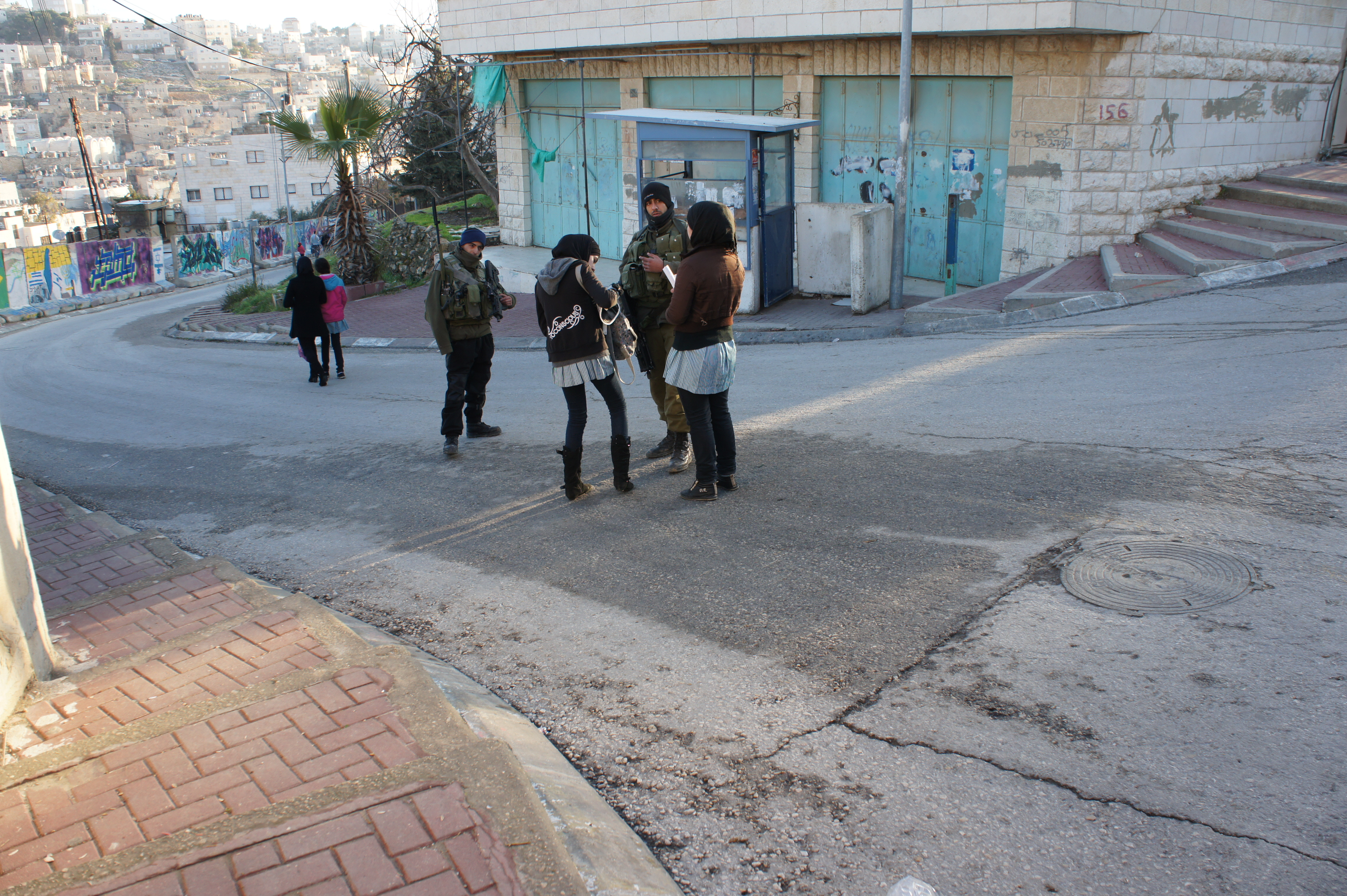
دختران فلسطینی در حال تفتیش کیف مدرسه شان توسط سربازان اسرائیلی در تل رومیدا، الخلیل

موارد مستند شده هدف قرار گرفتن و قتل کودکان فلسطینی توسط نیروهای اسرائیلی به اولین روزهای درگیری بازمی‌گردد.  پس از جنگ ۱۹۴۸، قبل از اشغال رسمی کرانه باختری توسط اسرائیل، درگیری‌های مرزی بین اسرائیلی‌ها و اعراب با موارد متعددی که شامل تیراندازی سربازان اسرائیلی به فلسطینی‌های غیرمسلح از جمله کودکان می‌شد، یک اتفاق عادی بود.  در جریان یورش بیت جالا در سال ۱۹۵۲، ۴ کودک ۶ تا ۱۴ ساله بر اثر شلیک مسلسل کشته شدند.  در طول انتفاضه اول، کودکان فلسطینی مرتباً دچار جراحات جدی و اغلب کشنده می‌شدند.  انتفاضه اول شاهد دخالت فوق‌العاده بالای نوجوانان فلسطینی بود و اسرائیل را بر آن داشت تا پرتاب سنگ را بر اساس قانون اشغالگری، یک جنایت اعلام کند، طبقه‌بندی ای که برای کودکان و همچنین بزرگسالان اعمال می‌شود و اجازه حبس طولانی مدت خردسالان را می‌دهد.  به نظر می‌رسد بدرفتاری با کودکان فلسطینی در سیستم بازداشت نظامی اسرائیل گسترده، سازمان یافته و نهادینه شده است.   بر اساس یک مطالعه در سال ۲۰۱۳ توسط صندوق بین‌المللی اورژانس کودکان سازمان ملل متحد، که ۱۰ سال از اتهامات بدرفتاری با کودکان در اقدامات نظامی اسرائیل در کرانه باختری را پوشش می‌دهد، اگرچه قوانین بین‌المللی ایجاب می‌کند که با همه کودکانی که در تماس با سیستم‌های قضایی هستند با احترام رفتار شود شواهد ناظران متعدد خارجی در طول یک دهه حاکی از آن است که کودکان فلسطینی تحت بازداشت نظامی اسرائیل از رفتار ظالمانه و تحقیرآمیز رنج می‌برند. در قانون، ممنوعیت چنین اعمالی «مطلق و بدون قید و شرط» است و حتی ملاحظات امنیتی یا تهدید به جنگ نمی‌تواند این قاعده را نادیده بگیرد. 

### مالیات
در حقوق بین‌الملل هیچ قدرت اشغالگری حق ندارد علاوه بر مالیات‌هایی که قبل از اشغال وجود داشت، مالیات وضع کند.  بر اساس دستور نظامی ۳۱ مورخ ۲۷ ژوئن ۱۹۶۷، اسرائیل سیستم مالیاتی اردن را با یک تغییر قابل توجه در اختیار گرفت: اسرائیلی‌ها که به شهرک‌ها مهاجرت می‌کردند، از مالیات معاف بودند و طبق قوانین اسرائیل مشمول مالیات می‌شدند،  در حالی که تا سال ۱۹۸۸، نرخ بالای مالیات بر درآمد ۵۵ درصد بود. برای افراد دارای درآمد در دهک ۸۰۰۰ دینار فشرده شد به طوری که برای کسانی که ۵۲۳۱ دینار درآمد داشتند اعمال شد. در اسرائیل دهک مالیاتی ۴۸ درصدی برای کسانی اعمال می‌شود که تقریباً دو برابر این مقدار درآمد داشتند. 

### هزینه‌های اقتصادی کلی
یک مطالعه مشترک توسط وزارت اقتصاد ملی فلسطین و محققان مؤسسه تحقیقات کاربردی اورشلیم نشان داد که تا سال ۲۰۱۰ هزینه‌های اشغالگری تنها در سال ۲۰۱۰ به ۸۴٫۹٪ از کل تولید ناخالص داخلی فلسطین (۶٫۸۹۷ میلیارد دلار آمریکا) رسید).  برآورد آنها برای سال ۲۰۱۴ بیان می‌کند که کل هزینه اقتصادی اشغال گریاسرائیل ۷۴٫۲۷ درصد از تولید ناخالص داخلی اسمی فلسطین یا حدود ۹٫۴۶ میلیارد دلار (آمریکا) بوده است.  هزینه برای اقتصاد اسرائیل تا سال ۲۰۰۷ حدود ۵۰ میلیارد دلار برآورد شد. 

## وضعیت حقوقی
قانونی بودن خود اشغال، در حالی که بسیار کمتر از نقض خاص حقوق بین‌الملل بشردوستانه مورد پوشش قرار می‌گیرد،    توجه فزاینده‌ای را از سوی دانشمندان و جامعه بین‌المللی به خود جلب کرده است، با قطعنامه‌های متعدد مجمع عمومی سازمان ملل متحد که خود این اشغال را غیرقانونی توصیف می‌کند. محققان تا حد زیادی به این نتیجه رسیده‌اند که صرف نظر از اینکه در ابتدا قانونی بوده است یا خیر، این تصرف در طول زمان غیرقانونی شده است.  دلایل ذکر شده برای غیرقانونی بودن آن عبارتند از استفاده از زور برای اهداف غیرمجاز مانند الحاق، نقض حق تعیین سرنوشت فلسطین، اینکه اشغال خود یک رژیم غیرقانونی «تسلط، سلطه و استثمار بیگانگان» یا ترکیبی از این عوامل است. .  ایال بنونیستی اظهار داشته که امتناع یک اشغالگر از مشارکت با حسن نیت با تلاش برای دستیابی به یک راه حل مسالمت آمیز نه تنها باید غیرقانونی محسوب شود، بلکه باید به عنوان یک الحاق آشکار تلقی شود.  رلف وایلد محقق حقوق بین‌الملل  اظهار می‌دارد که «شیوه رایج برای درک مدت ادامه یافته اشغال… نقض طولانی‌مدت حقوق بین‌الملل است».  با این حال، اسرائیل اشغال این سرزمین را تکذیب می‌کند و معتقد است که حضورش قانونی است.
در ۲۰ اکتبر ۲۰۲۲، هیئت دائمی حقیقت یاب سازمان ملل متحد در مورد مناقشه اسرائیل در فلسطین گزارشی  به مجمع عمومی سازمان ملل منتشر کرد که در آن از شورای امنیت خواست به «اشغال دائمی» اسرائیل پایان دهد و از کشورهای عضو سازمان ملل متحد خواست تا مقامات اسرائیلی را محاکمه کنند. این گزارش «دلایل منطقی» یافت تا به این نتیجه برسد که اشغال «هم‌اکنون بر اساس قوانین بین‌المللی به دلیل ادامه پیدا کردن آن و «سیاست‌های واقعی الحاق» اسرائیل غیرقانونی است». یائیر لاپید، نخست‌وزیر اسرائیل، گفت که این گزارش "سوگیرانه، نادرست، تحریک آمیز و آشکارا نامتوازن" است و توییت کرد که "همه انتقادات از اسرائیل یهودی‌ستیزی نیست، اما این گزارش توسط یهودی ستیزان نوشته شده است… گزارشی کاملاً ضد یهود است».  دیوان بین‌المللی دادگستری (ICJ) درخواست سازمان ملل متحد (سازمان ملل) را در مورد پیامدهای حقوقی ناشی از سیاست‌ها و اقدامات اسرائیل در سرزمین‌های اشغالی فلسطین از جمله بیت‌المقدس شرقی پذیرفت. دادگاه ۲۵ ژوئیه ۲۰۲۳ را برای ارائه اظهارات کتبی و ۲۵ اکتبر ۲۰۲۳ را برای نظرات کتبی بعدی در مورد اظهارات تعیین کرد.

## یادداشت
1. ↑  On 7 June 1967, Israel issued "Proclamation Regarding Law and Administration (The West Bank Area) (No. 2)—1967" which established the military government in the West Bank and granted the commander of the area full legislative, executive, and judicial power. The proclamation kept in force local law that existed on 7 June 1967, except where contradicted by any new proclamation or military order ((Weill 2007، ص. 401); (Weill 2014، ص. ۱۹))
2. ↑  Jordan claimed it had a provisional sovereignty over the West Bank, a claim revoked in 1988 when it accepted the مجلس ملی فلسطین's declaration of statehood in that year. Israel did not accept this passage of a claim to sovereignty, nor asserted its counter claim, holding that the Palestinian claim of sovereignty is incompatible with the fact that Israel is, in law, a belligerent occupant of the territory.[۴] Secondly it regards the West Bank as a disputed territory on the technical argument that the Fourth Geneva Convention's stipulations do not apply since, in its view, the legal status of the territory is sui generis and not covered by international law, a position rejected by the دیوان بین‌المللی دادگستری.[۵]
3. ↑  "Decisions of the Israeli Supreme Court have held that the Israeli occupation of the territories has endured far longer than any occupation contemplated by the drafters of the rules of international law." (Lazar 1990, p. 7)
4. ↑  "The Israeli-Palestinian conflict is as prototypical case of a conflict which meets the criteria describing an intractable conflict: it is prolonged, irreconcilable, violent and perceived as having zero-game nature and total." (Shaked 2016, p. ۱۳۴)
5. ↑  The Hebrew word for Jewish settlement across the Green Line is hitnakhalut[۱۸] and for "settlers", mitnakhalim implying an inheritance (nakhal),[۱۹] whereas the contemporary Palestinian Arabic term for them, mustawtinin, etymologically suggests those who have taken root, or indigenized natives,[۲۰] a term that historically has not borne negative connotations. "There was nothing derogatory or prejudicial in the use of the term al-mustawtinin, nor did it apply to Jews alone. It could refer equally to any Muslim who had recently taken up residence in Jerusalem but who had been born elsewhere within the Empire".[۲۱] Down to 1948 Palestinians called Zionist settlements (but not traditional Jewish communities such as those in Hebron, طبریه and Jerusalem whose residents were often called Yahud awlad Arab, "Arab Jews/Jews who are the sons of Arabs") kubaniya (companies) or musta'amara / mustawtana only in the written language, and settlers khawaja (master, foreigner), musta'amara (colony, implying invasion and musta'amarin (colonizers) entered colloquial usage after 1948. From 1967 to 1993 al-mustawtin ("one who has turned the land into his homeland") and al mustawtana came to the fore to denote respectively settlers and settlements in the West Bank and Gaza.[۲۲]
6. ↑  "At least five categories of major violations of قانون بین‌المللی حقوق بشر and humanitarian law characterize the occupation: unlawful killings; forced displacement; abusive detention; the closure of the Gaza Strip and other unjustified restrictions on movement; and the development of settlements, along with the accompanying discriminatory policies that disadvantage Palestinians" (HRW 2017a).
7. ↑  While Arab citizens of Israel, most of whom are ethnically Palestinian, can vote in Israeli national elections and live under civilian not military rule, very few live in the West Bank settlements, whose funding and purpose is directed at promoting Jewish residency.
8. ↑  Julie Peteet also argues that that there is an Israeli narrative of استثناگرایی which works to "exempt" it from such comparisons (Peteet 2016, p. 249).
9. ↑  Meron as a youth had survived 4 years in the Nazi concentration camp at چنتستوخووا and Gorenberg comments "The boy who received his first education in war crimes as a victim was on his way to becoming one of the world's most prominent experts on the limits that nations put on the conduct of war." (Gorenberg 2007, p. ۱۰۰)
10. ↑  "The Israeli Foreign Ministry has also contributed a rationale for rejecting Israel's de jure obligation to uphold the Fourth Convention, arguing that the Convention only prohibits civilian transfers compelled by the government, not voluntary transfers undertaken by the civilians themselves. Recall the language of Article 49: 'The Occupying Power shall not transfer its own civilians into the territory it occupies' (emphasis added). On the Foreign Minister's reading, even if the Geneva Convention applies, voluntary transfers do not violate it, because the Occupying Power is not doing the transfer." (Galchinsky 2004, pp. ۱۲۰–۱۲۱)
11. ↑  Derek Penslar has argued that, "Israel, unlike the Jewish global conspiracy of the European antisemitic imagination, does exist. Precisely because Arab antisemitism's fantasies are far more thoroughly grounded in reality than those of their European predecessors, a necessary, although admittedly insufficient, precondition for deconstructing those fantasies will be a radical transformation of Israel's borders and policies towards Arabs both within and outside of the state." (Penslar 2007, p. ۱۲۹)
12. ↑  "The جمعیت هلال احمر فلسطین reported 174 documented attacks on their ambulances by Israeli soldiers and settlers between September 29, 2000, and March 15, 2002, resulting in the damage of 78 ambulances. There have also been 166 attacks on their emergency medical technicians (EMT), resulting in three deaths and 134 injuries among PRCS EMTs. Additionally, the PRCS headquarters in Al-Bireh was hit on several occasions by heavy machine gun fire from Israeli soldiers located at the nearby illegal Israeli settlement, Psagot." (Jamjoum 2002, p. ۵۶)
13. ↑  "An old man, Salim Id Al-Hathalin, grabs hold of me. He is waving papers – one a receipt from the tax authorities, confirming that he has paid taxes on the land he owns here in the village; the other a demolition order issued by the Civil Administration against his makeshift tent-cum-hut, which he points out to me as he cries: 'Why do they want to destroy my house? Where can I go? Can I go to America? I have nothing and they want to take that nothing from me. Can you help me? Where am I supposed to go?'" (Shulman 2018, p. ۲۸)